# Luke Lea
Luke Lea (Nashville, 1879. április 12. – Nashville, 1945. november 18.) az Amerikai Egyesült Államok szenátora (Tennessee, 1911–1917).